# Ембахтова, Татьяна Степановна
Татья́на Степа́новна Емба́хтова (17 января 1956) — советская хоккеистка (хоккей на траве), полевой игрок. Бронзовый призёр летних Олимпийских игр 1980 года.

## Биография
Татьяна Ембахтова родилась 17 января 1956 года.
В 1982 году окончила Государственный дважды орденоносный институт физической культуры им. П. Ф. Лесгафта. 
В хоккей на траве пришла из лыжных гонок. Играла за «Спартак» из Горького (1978), СКИФ из Москвы (1979—1980), ТТУ из Горького (с 1981 года).
Входила в первый в истории состав женской сборной СССР, собранный в декабре 1977 года. 
В 1980 году вошла в состав женской сборной СССР по хоккею на траве на летних Олимпийских играх в Москве и завоевала бронзовую медаль. Играла в поле, провела 5 матчей, мячей не забивала.
Завершила игровую карьеру в середине 80-х из-за травмы мениска.
Мастер спорта международного класса.
После окончания карьеры переехала в Бор, где недолго работала тренером по хоккею на траве и футболу. Затем 15 лет проработала оператором теплового пункта, после — санитаркой Нижегородского онкологического диспансера. Живёт в Бору.